# Pokhodiaixinita
La pokhodiaixinita és un mineral de la classe dels sulfurs. Rep el nom en honor de Maksim Mikhailovitx Pokhodiaixin (Максима Михайловича Походяшина) (1708 - 1781), comerciant i industrial rus.

## Característiques
La pokhodiaixinita és una sulfosal de fórmula química Cu₂Tl₃Sb₅As₂S13. Va ser aprovada com a espècie vàlida per l'Associació Mineralògica Internacional l'any 2019, sent publicada l'any 2022. Cristal·litza en el sistema triclínic.
L'exemplar que va servir per a determinar l'espècie, el que es coneix com a material tipus, es troba conservat a les col·leccions del Museu Mineralògic Fersmann, de l'Acadèmia de Ciències de Rússia, a Moscou (Rússia), amb el número de registre: 5517/1.

## Formació i jaciments
Va ser descoberta al dipòsit de Vorontsovskoe, situat a la localitat de Turinsk, dins el raion de Serov (óblast de Sverdlovsk, Rússia), on es troba en forma de petits grans incrustats en matriu de calcita. Aquest indret és l'únic a tot el planeta on ha estat descrita aquesta espècie mineral.